# Scolecomorphus
Scolecomorphus é um gênero de anfíbios da família Scolecomorphidae, encontrado no Maláui e na Tanzânia.

## Espécies
- Scolecomorphus kirkii Boulenger, 1883
- Scolecomorphus uluguruensis Barbour e Loveridge, 1928
- Scolecomorphus vittatus (Boulenger, 1895)